# دانا ولز
دانا ولز (بالإنجليزية: Dana Wells)‏ هو لاعب كرة قدم أمريكية أمريكي، ولد في 5 أغسطس 1966 في فينيكس في الولايات المتحدة.

## وصلات خارجية
- دانا ولز على موقع مرجع كرة القدم المحترفة.كوم (الإنجليزية)